# Daiki Umei
Daiki Umei (japanisch 梅井 大輝 Umei Daiki; * 5. Oktober 1989 in der Präfektur Fukui) ist ein japanischer Fußballspieler.

## Karriere
Umei erlernte das Fußballspielen in der Schulmannschaft der Maruoka High School. Seinen ersten Vertrag unterschrieb er 2008 bei Yokohama F. Marinos. Der Verein spielte in der höchsten Liga des Landes, der J1 League. 2010 wechselte er zum Zweitligisten Thespa Kusatsu. Für den Verein absolvierte er fünf Ligaspiele. 2011 wechselte er zum Ligakonkurrenten Ōita Trinita. Danach spielte er bei Zweigen Kanazawa und Saurcos Fukui. 2016 wechselte er zum Drittligisten Fukushima United FC. Für den Verein absolvierte er 19 Ligaspiele. 2017 wechselte er zum Ligakonkurrenten SC Sagamihara. 2020 wurde er mit dem Verein aus Sagamihara Vizemeister und stieg in die zweite Liga auf. 2021 belegte man in der zweiten Liga den 19. Tabellenplatz und stieg wieder in die dritte Liga ab. Im Februar 2022 verpflichtete ihn Hayabusa Eleven.